# Janki (województwo podlaskie)
Janki – kolonia w Polsce położona w województwie podlaskim, w powiecie wysokomazowieckim, w gminie Klukowo.
Administracyjnie kolonia Janki i kolonia Wiktorzyn są sołectwem Janki, Wiktorzyn.
W latach 1975–1998 miejscowość administracyjnie należała do województwa łomżyńskiego.
Wierni kościoła rzymskokatolickiego należą do parafii Zmartwychwstania Pańskiego w Kuczynie.

## Historia
Folwark Janki został założony po roku 1866 na obszarze dóbr ziemskich Kuczyn. Założycielem był prawdopodobnie dziedzic tej ziemi od 1857 - Jan Leśniewski.
W okresie międzywojennym Janki były nadal folwarkiem. W 1921 roku znajdowało się tutaj 4 domy z 65 mieszkańcami. Miejscowość należała do gminy Klukowo w powiecie mazowieckim. W roku 1929 Janki były własnością Seweryna Skolimowskiego i spółki, gospodarujących na 235 ha.
W czasie okupacji niemieckiej majątek przejęty przez Wschodniopruskie Towarzystwo Rolnicze. Dotychczasowego właściciela przeniesiono na stanowisko zarządcy ziemskiego pod Łomżę. Nowym kierownikiem w Jankach został niejaki Bagiński. W 1944 r. zastrzelony przez AK.
Na jesieni 1944 r. folwark został rozparcelowany.

## Współcześnie
Janki to bardzo mała wieś. Produkcja roślinna podporządkowana hodowli krów mlecznych.